# 徐开垒
徐开垒（1923年—2012年），为当代著名海派散文家。曾用笔名余羽、徐翊、立羽等。浙江省宁波市人。

## 简介
1922年3月，徐开垒出生于浙江省宁波市。1936年10月，就读于浙江省宁波效实中学。1937年，日本侵华战争爆发，跟随家人赴上海，就读于东吴大学附属中学。
孤岛文学时期，曾在上海陆续发表文学作品，刊登于《鲁迅风》、《宇宙风》、《文汇报》、《译报》等报刊杂志。20世纪40年代，徐开垒先后就读于暨南大学中文系和东吴大学法学院，其间曾担任《万象》月刊的助理编辑。
抗日战争胜利以后，徐开垒曾投身于新闻工作。1949年，徐开垒考入华东新闻学院（上海）讲习班。1949年9月，于华东新闻学院毕业，被分配到《文汇报》报社，担任编辑和记者。曾先后担任上海《文汇报》文艺部副主任，高级编辑。并兼任兼《笔会》主编和《海上文坛》主编。徐开垒是中国作家协会会员和上海作家协会的理事。担任上海市作家协会散文、杂文、报告文学创作委员会的主任。徐开垒是上海市第6和第7届政协委员，并是上海市文学艺术界联合会的委员。

## 著述
- 《笼里》，20世纪30年代末
- 《写作趣味》，万象书屋，20世纪40年代
- 《文知集》，自修周刊社，20世纪40年代
- 《上海工人支援全国建设的成就》，报告集，与全一毛合著
- 《芝巷村的人们》，新文艺出版社，20世纪50年代
- 《少年围垦散记》，少年儿童出版社，20世纪50年代
- 《竞赛》，散文，最初刊登于《人民日报》，入选《散文小品选》（人民文学出版社），《建国十年散文选》（中国青年出版社）和中学课本
- 《十一户人家》，20世纪60年代初，入选《中国新文艺大系》（1949年—1966年）之报告文学卷
- 《雕塑家传奇》，20世纪60年代初，入选《中国新文艺大系》（1949年—1966年）之报告文学卷
- 《孟小妹》，20世纪80年代，人民文学出版社
- 《圣者的脚印》，20世纪80年代，人民文学出版社
- 《鲜花与美酒》，20世纪80年代，人民文学出版社
- 《徐开垒散文选》，20世纪80年代，人民文学出版社
- 《巴金传》，20世纪80年代末90年代初，上海文艺出版社
- 《作家靠读者养活》，与巴金联署
- 《巴金和他的同时代人》，1999年
- 《家在文缘村》，1999年
- 《家在文缘村——徐开垒散文自选集》